# Subcoccinella
Subcoccinella  (лат.) — род божьих коровок из подсемейства Coccidulinae.

## Описание
Коготки рассечены на вершине. Эпиплевры надкрылий без ямок для колен. Пунктировка на надкрыльях однородная.

## Систематика
В составе рода:
- вид: Subcoccinella globosa Schneider, 1792
- вид: Subcoccinella haemorrhoidalis Fabricius, 1777
- вид: Subcoccinella meridionalis Motschulsky, 1837
- вид: Subcoccinella quadrinotata Fabricius, 1787
- вид: Subcoccinella vigintiquatuorpunctata (Linnaeus, 1758)